# Emily Kngwarreye
Emily Kame Kngwarreye (* 1910; † 3. September 1996) war eine australische Künstlerin, die in der Künstlerkolonie Utopia im Northern Territory des Stamm der Aborigines der Anmatyerre lebte. Sie war die bislang erfolgreichste Aborigine-Künstlerin auf dem internationalen Kunstmarkt.
Der Gesamtwert ihres Werkes ist höher als der jedes anderen Künstlers der Aborigines. Ihr Bild Earth's Creation, das 1995 entstand, erzielte 2007 einen Rekordpreis für Kunst der Aborigines von 1.056.000 AUD (etwa EUR 733.000). Ihr Hauptwerk aus der „Final Series“, die erstmals in der Gallery Savah 1997 ausgestellt wurde, erzielte 2008 den Preis von 1.100.000 australischen Dollar (AUD). Lediglich der Aborigine Clifford Possum Tjapaltjarri war mit einem erzielten Verkaufspreis von 2,5 Millionen AUD für ein einzelnes Bild erfolgreicher.

## Anfänge
1910 geboren, begann Kngwarreye mit Malerei ernsthaft erst als sie fast 80 Jahre alt war. Sie lebte als Anmatyerre in Alhalkere in der Utopia-Künstlergemeinschaft, etwa 200 km nordöstlich von Alice Springs. Für die meiste Zeit ihres späteren Lebens waren sie und ihre Gemeinschaft bekannt für Batikwerke. Acrylmalerei wurde in der Gemeinschaft um 1988/89 von der Central Australian Aboriginal Media Association (CAAMA) eingeführt. Eine Ausstellung einiger Bilder der Gruppe, die von der CAAMA organisiert wurde, hieß „A Summer Project“; Kngwarreyes Arbeit zog dort sofort die Aufmerksamkeit der Kritiker an. Gleichzeitig fand ein weltweiter Boom für Kunst im Allgemeinen statt.
Während der vorherrschende Stil in der Kunst der Aborigines auf dem Stil basierte, der in Papunya zusammen mit Geoffrey Bardon 1971 entwickelt wurde und Punkte ähnlicher Größe beinhaltet, die nebeneinander zu einem bestimmten Muster aneinandergereiht wurden, kreierte Kngwarreye ihren eigenen künstlerischen Stil. Zunächst, in der Zeit zwischen 1989 und 1991 hatten ihre Bilder viele Punkte, die manchmal übereinander lagen, in anderen mischte sie unterschiedliche Größen und Farben, wie im Bild Wild Potato Dreaming von 1990.
Diese einzigartigen Bilder mit verschiedenen Themen wurden bald für hohe Preise versteigert mit einem Umsatz von mehr als 1 Million AUD im Finanzjahr 1989–90.

## Stil
Kngwarreye durchlief mehrere Veränderungen ihres Stils in ihrer kurzen Karriere als professionelle Malerin. 1992 fingen ihre Punkte an sich zu Linien mit horizontalen und vertikalen Streifen in verschiedenen Farben zu vereinigen, die Flüsse und Gelände darstellten. Sie begann dickere Pinsel zu benutzen und die Punkte wurden größer als zur Anfangszeit ihrer Arbeit.
1993 begann sie Farbflecken zu malen, zusammen mit vielen Punkten, die wie Ringe um eine freie Mitte aussahen, wie im Bild Alaqura Profusion von 1993, das zu diesem „Dump-Dump-Stil“ gehört. Sie stellte diese Bilder mit einem Rasierpinsel und sehr hellen Farben dar. Die Ringe aus Farben sind auch in My Mothers Country und Emu Country (1994) zu sehen.

## Yams-Traumzeit
Das darauffolgende Jahr war geprägt von einem ästhetischeren und zeitgenössischeren Stil, der ihre „farbige Phase“ beendete. Stattdessen begann sie einfache Streifen zu malen, die sich auf der Leinwand kreuzten. Zunächst waren es dicke Streifen, die meistens die Yams darstellte, die für das Überleben in der Wüste unverzichtbar und schwer zu finden ist. Beispielsweise wird bei Yam Dreaming (1994) und Bush Yam (1995) das merkwürdige Wachstum der Yams dargestellt. Im weiteren Verlauf von 1995 fingen ihre Bilder an, denen von amerikanischen abstrakten Expressionisten wie Jackson Pollock zu ähneln, mit vielen dünneren Linien, die sich auf der Leinwand kreuzen. Allerdings behielt sie das Thema der Traumzeit bei, zum Beispiel in Yam Dreaming Awelye (1995) und in schwarz/weiß Yam-Dreaming. Einige Wochen vor ihrem Tod malte sie mehrere Bilder innerhalb von drei Tagen mit einer dicken Bürste, so unter anderem Body Paint (1996).
Yam war ein Aspekt, den sie in ihrer Arbeit besonders herausstellte. Sie malte viele Bilder mit diesem Thema und begann oft damit, die „Spur der Yam“ aufzumalen. Die Pflanze war besonders bedeutsam für sie, da ihr mittlerer Name „Kame“ die gelbe Blüte der Pflanze bezeichnet. In einem der wenigen Kommentare, die sie über ihre Arbeit machte, beschrieb sie, wie ihre Bilder viel mit dem Leben der Gemeinschaft und der Yams zu tun haben: „Das Ganze, das ist alles, das Ganze: awelye, arlatyeye, ankerrthe, ntange, dingo, ankerre, intekwe, anthwerle und kame. Das ist was ich male: das Ganze.“

## Erfolg
Der Erfolg und die Nachfrage nach Kngwarreyes Bildern verursachten ihr auch viele Probleme in der Gemeinschaft, da sie versuchte ihre Individualität zu erhalten. Der Mythos von der Frau mit ihren 80 Jahren, die niemals außerhalb der Central Desert war und eine große Malerin wird, war ein Grund ihrer Popularität. Tatsächlich war sie in Perth, Adelaide, Sydney und Canberra gewesen, wenn auch nachdem sie berühmt geworden war. Außerdem gab es einen großen Druck auf sie in einer bestimmten Weise zu malen, wenn Händler glaubten, dass ein Stil erfolgreicher sei als ein anderer.
Acht Bilder von Emily Kngwarreye wurden bei der Sotheby’s-Winterauktion 2000 zusammengefasst und für 507.550 AUD versteigert, wobei Awelye (1989) 156.500 AUD einbrachte.
Am 23. Mai 2007 erzielte das Bild Earth's Creation 1.056.000 AUD bei der Deutscher-Menzies Auktion in Sydney und stellte einen neuen Rekord in der Kunst der Aborigines auf. Die Mbantua Gallery war der erfolgreiche Bieter.
Mit dem Erfolg kam auch ungebetene Aufmerksamkeit. Viele Händler ohne Kunstverständnis kamen in ihre Gemeinschaft und versuchten am Erfolg teilzuhaben. Kngwarreye sagte einmal zu einem Freund, wie sie fünf oder sechs Wagenladungen Möchtegern-Händlern in Utopia entkam. Ihre Bilder sorgten für ein Einkommen der gesamten dort lebenden Aborigine-Gemeinschaft. In einer Gesellschaft, die nicht an individuelles Eigentum glaubt, sondern daran, dass man Besitz mit der gesamten Gruppe teilt, gab sie die Möglichkeit in Rente zu gehen auf, um ihre Verwandten weiterhin mit Geld versorgen zu können.
Nach Tim Klingender von Sotheby’s war „die späte Emily Kame Kngwarreye […] ein Beispiel eines Aborigine-Künstlers, der unablässig von Teppichhändlern belästigt wurde und gegen Ende ihrer Karriere eine große aber inkonsistene Anzahl an Bildern produzierte […] Wir nehmen ungefähr eins von zwanzig ihrer Bilder und mit diesen versuchen wir bei der Herkunft ganz sicher zu sein.“

## Ausstellungen
Einzelausstellungen:
- Coventry, Sydney, 1990
- Gabrielle Pizzi, Melbourne, 1990, 1991, 1992
- Hogarth Gallery, Sydney, 1991
- Gallery Savah, Sydney, 1994, 1996, 1997.
- Mbantua Gallery and Cultural Museum, 2007–08
- The National Art Center, Tokyo, 2008
- National Museum of Australia, Canberra, 2008

Group Exhibitions: Zahlreiche Gruppenausstellungen, unter anderem:
- 1990: „Contemporary Aboriginal Art“, Carpenter Centre for the Visual Arts, Harvard Uni., Massachusetts, USA
- 1992: „Aboriginal Paintings from the Desert“, touring Russia; „Crossroads, Towards a New Reality, Aboriginal Art from Australia“, National Museum of Modern Art, Kyōto und Tokyo in Japan
- 1993: „Aratjara – Australian Aboriginal Art“, auf Tournee in Deutschland, London (Haywood Gallery) und Denmark (Louisiana regional gallery) in USA
- 1994: National Gallery of Victoria

## Preise
Australian Artist’s Creative Fellowship, Australia Council, 1992.